# Ernobius gallicus
Ernobius gallicus is een keversoort uit de familie klopkevers (Anobiidae). De wetenschappelijke naam van de soort is voor het eerst geldig gepubliceerd in 1975 door Johnson.